# Kovářův mlýn
Kovářův mlýn je přírodní památka na západním okraji obce Košťálov v okrese Semily pojmenovaná po zaniklém Kovářovu mlýnu. Nachází se na levém břehu říčky Olešky a jedná se o starý břidlicový lom v nadmořské výšce 350 metrů. Důvodem ochrany je stratigrafické naleziště zkamenělin ze spodního permu, které je navíc v Podkrkonoší poměrně vzácné (výjimkou jsou zkamenělá dřeva na Novopacku).
Šířka samotného lomu je asi 20 metrů a výška odkrytých výchozů nepřesahuje pět metrů. Mimo samotný lom zahrnuje lokalita lesní pozemek, který zabírá většinu plochy. Starý mlýn dodnes stojí v sousedství pozemku i s nově postavenými řadovými garážemi. Na lokalitě žijí běžné druhy flóry a fauny, které nejsou ochranářsky významné. Význam spočívá ve zkamenělinách.

## Historie

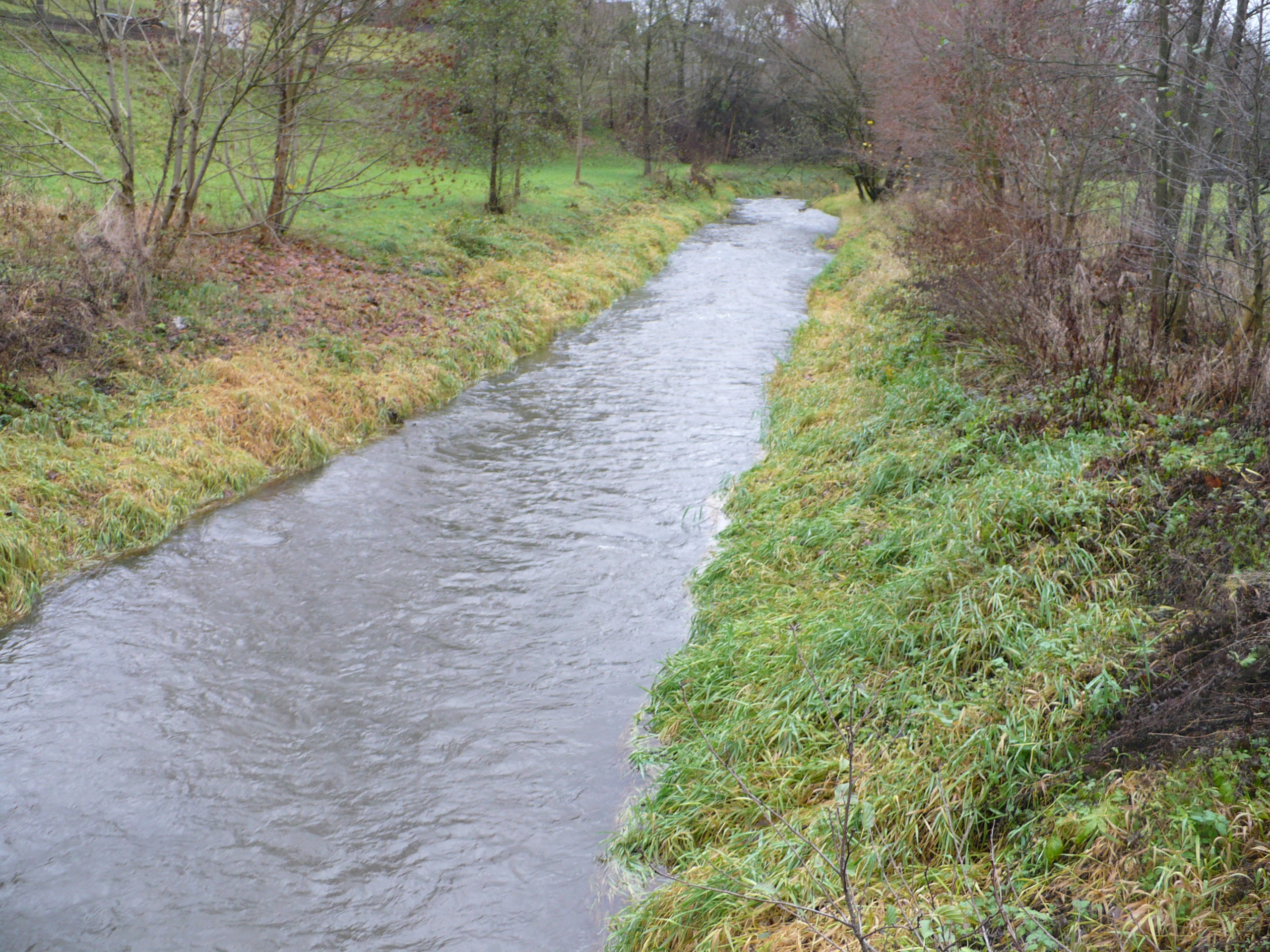
Říčka Oleška je v těsné blízkosti Kovářova mlýna

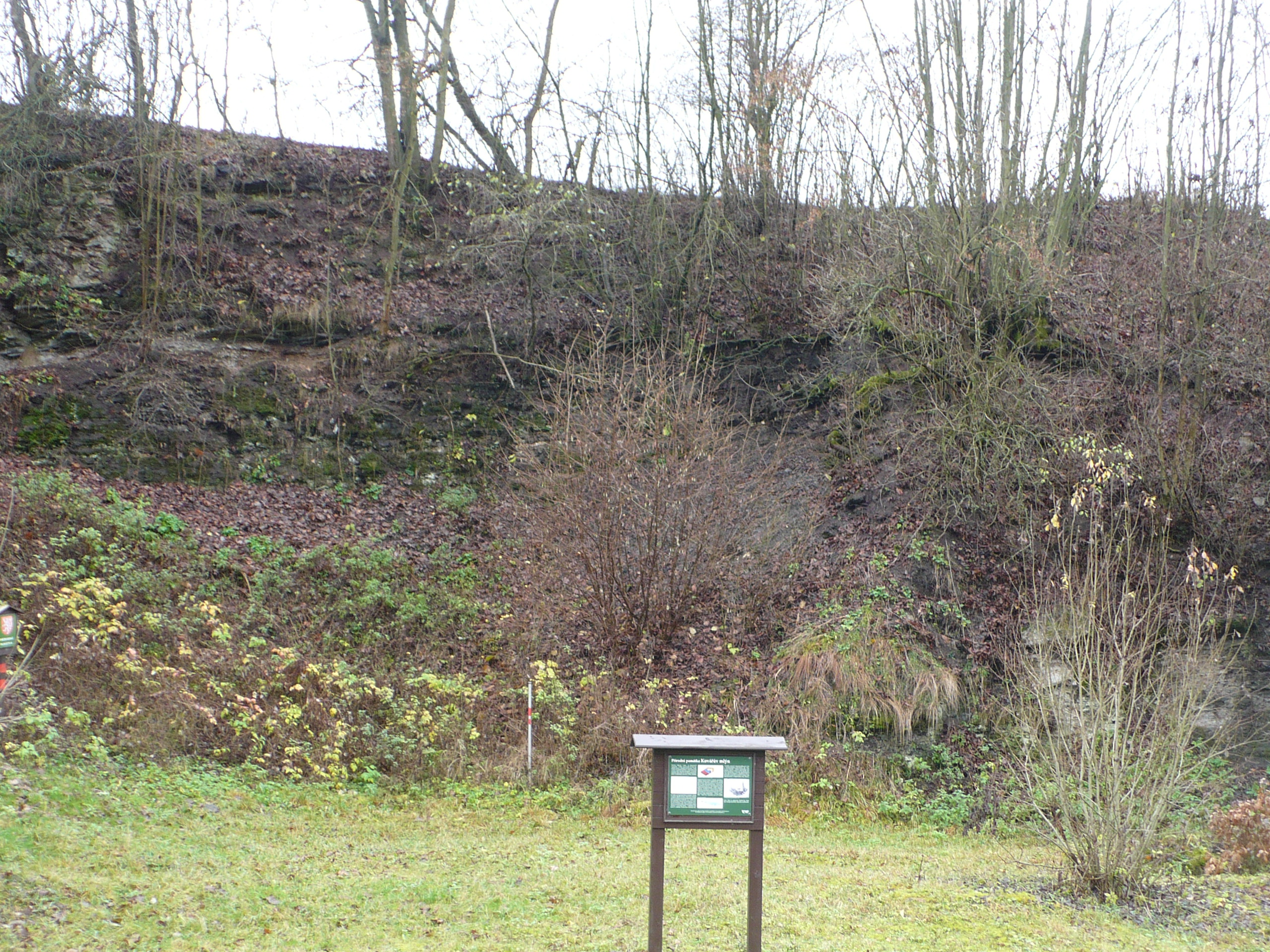
V blízkosti lomu je umístěna informační tabule

Prvotní význam lokality byla těžba tzv. hořlavých lupků, které místní obyvatelé těžili až do počátku 20. století. Hořlavý lupek neboli bituminózní břidlice je vrstevnatý jílovec, jehož hlavní složkou je kaolinit. Geologické a paleontologické práce zde započaly již v polovině 19. století. Nejvýznamnější osobností, která v této lokalitě prováděla výzkum, byl profesor Antonín Frič (1883–1901) a své nálezy i z Kovářova mlýna publikoval v knize Fauna der Gakohle. Z místních se do historie zapsal učitel z Lomnice nad Popelkou Jan Benda (1855–1919), který zkameněliny věnoval do řady muzeí.
Kovářův mlýn byl jako chráněné území vyhlášen 1. listopadu 1990 jako chráněný přírodní výtvor okresním národním výborem Semily. V roce 1994 byl převeden do kategorie přírodní památka okresním úřadem Semily. O jeho významnosti svědčí i to, že v roce 1997 byl cílem exkurze světového herpetologického kongresu. Zkameněliny z Kovářova mlýna vystaveny v Národním muzeum v Praze nebo v Muzeu Českého Ráje v Turnově.

## Přírodní poměry

### Geologie

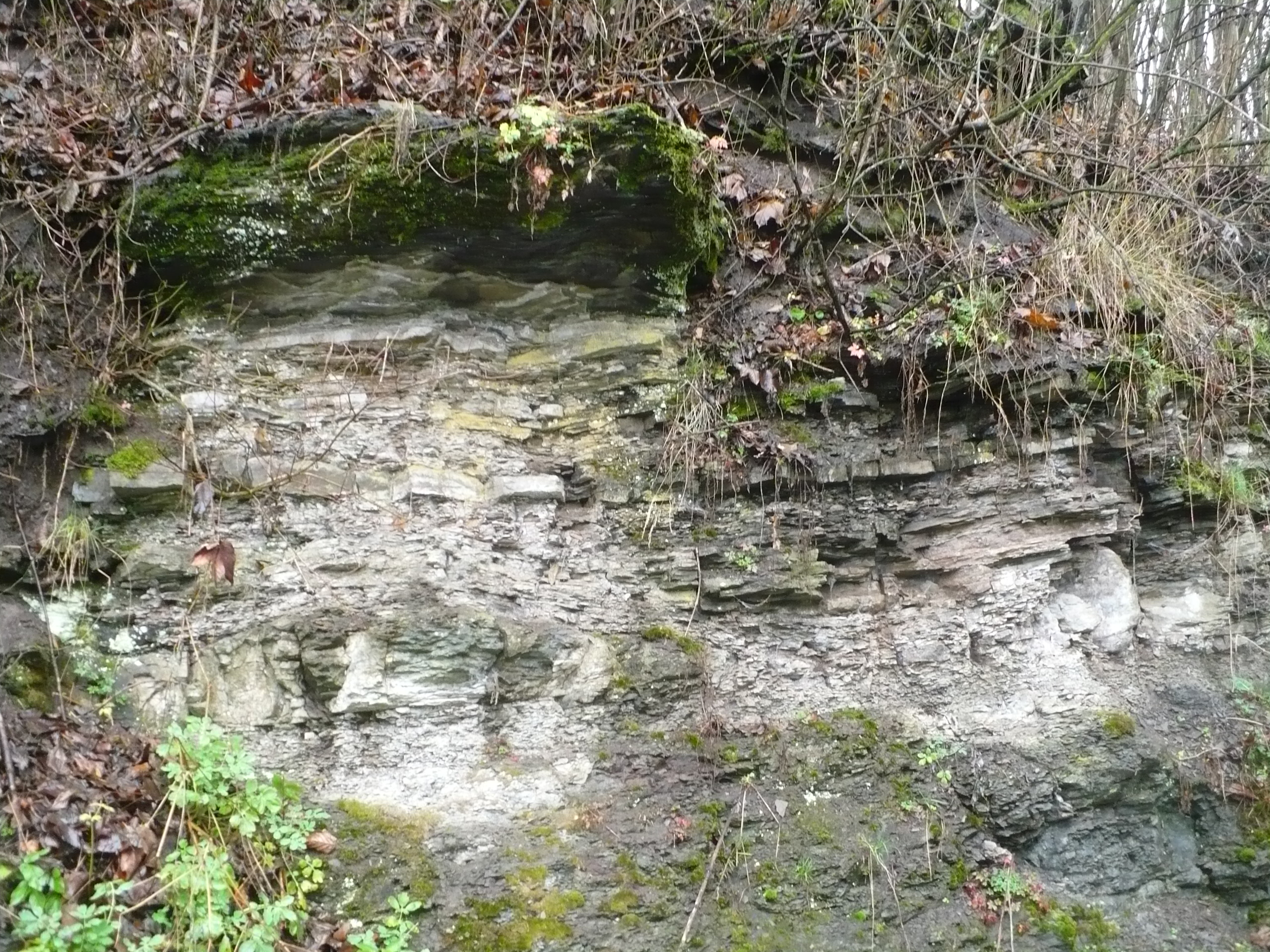
Skalní výchozy

Z geologického hlediska je oblast z usazených hornin spodního permu až k hranici svrchního karbonu a náleží k vrchlabskému souvrství. Celá podkrkonošská pánev proniká svou větší částí na povrch a lze ji pozorovat v okolí Turnova a Jičína až k hronovsko-poříčské poruše, kde je oddělena od vnitrosudetské pánve. Vrchlabské souvrství má místy mocnost až 500 metrů a má transgresivní ráz. Obsahuje značné plochy šedých pískovců, prachovců, bituminózních jílovců a sladkovodních jílovců a břidlice známé jako fosiliferní obzory. Nejvýznamnější z vrchlabského souvrství je rudnický obzor, ve kterém leží Kovářův mlýn. Jedná se o spodní část tohoto souvrství, jeho průměrná mocnost je šedesát metrů a lze jej pozorovat až do vzdálenosti třiceti kilometrů. Rudnický obzor odpovídá humidnějšími klimatickému výskytu (vlhko s množstvím srážek). Počátkem permu (přibližně 300 milionů let zpě) celou severní část podkrkonošské pánve pokrývalo anoxické jezero, které se v teplém a vlhkém klimatu značně rozšířilo. Při pozdějším snížení srážek a vlhkosti toto jezero zaniklo a bylo zaneseno hrubším materiálem z toků.
Geologický význam Kovářova mlýna je klasifikován jako geologická a paleontologická lokalita národního významu. Pro sledování Rudnického obzoru lze navštívit i další místa v okolí, jako je koupaliště v Košťálově nebo řečiště Labe ve Vrchlabí, Hrabačov, Valteřice, Semily, Háje nad Jizerou a další místa.

### Zkameněliny
V mělké vodě jezera, které se tu rozkládalo v období permu, zřejmě bujel život a zachoval se v podobě zkamenělin jak rostlin, tak živočichů. Tyto nálezy pomohly osvětlit geologické poměry a stratigrafické pozice podkrkonošské pánve.

#### Flóra
Ukázek tehdejší flóry se zachovalo jen málo, jde pravděpodobně o splavné úlomky. Jedná ze především o druhy kapradin, přesliček a jehličnanů. Ze zástupců kapradin je to Odontopteris subcrenulata, déle Mixoneura sp., Callipteris conferta a Pecopteris sp. Z přesliček můžeme najít Annularia sphenophylloides a z jehličnanů Lebachia sp. a Ernestiodendron sp.

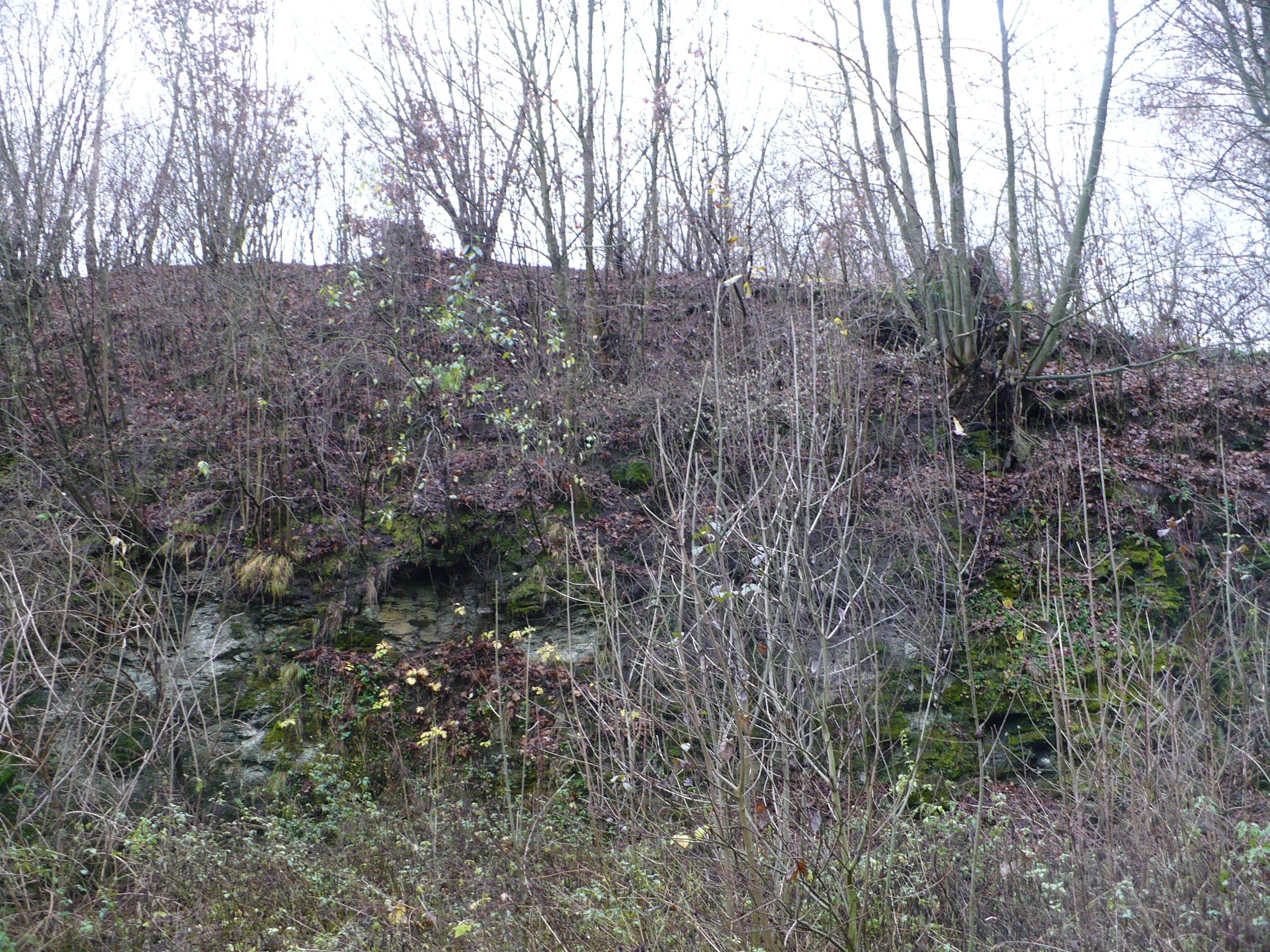
Oblast rychle zarůstá náletovými dřevinami

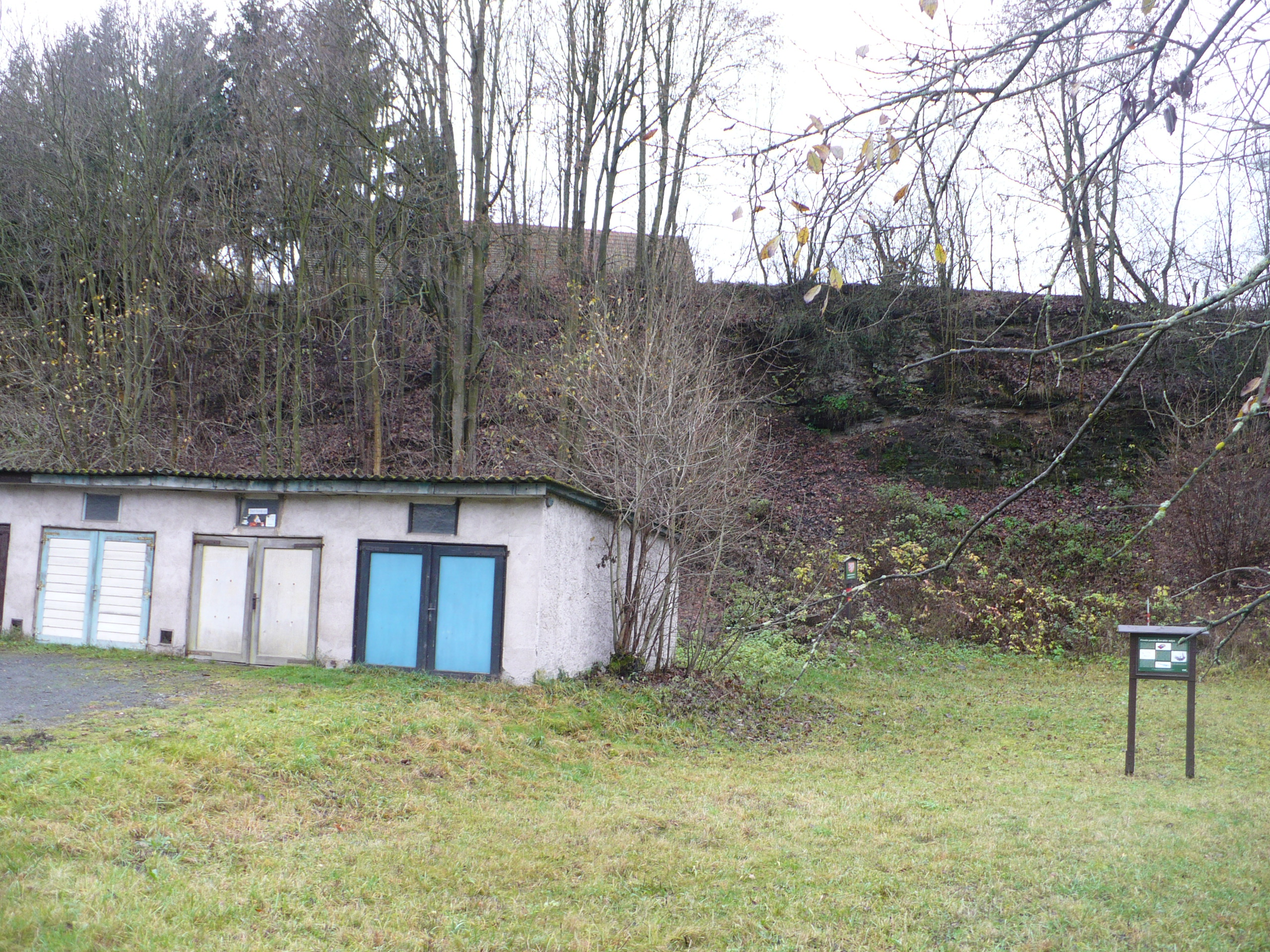
Garáže těsně přiléhají přírodní památce

#### Fauna
Zkamenělin živočichů můžeme najít mnohem více oproti pozůstatkům rostlin. Malí bezobratlí živočichové jako je škeblovka rodu Pseudestheria tenella sloužili jako zdroj potravy pro paprskoploutvé ryby, které zde žily pravděpodobně v největším počtu. Z těchto ryb byly nalezeny zkameněliny druhu Paramblypterus rohani už v roce 1861 nebo dvojdyšná ryba Ctenodus tardus nalezena v roce 1889. Jeden exemplář Ctenodus tardus o délce 50 cm pochází právě z Kovářova mlýna. Z novějších nálezů je to Neslovicella elongata (2010). Další evidovanou skupinou jsou trnoploutví a druh Acanthodes gracilit (1848) nebo sladkovodní žraloci a druh Bohemiacanthus carinatus (1890). Zajímavé jsou nálezy fosilních výkalů, které mají na povrchu spirální vinutí, způsobeny spirální řasou ve střevech žraloků, a proto i tyto nálezy můžeme řadit k druhu Bohemiacanthus carinatus. V tehdejším jezeře žili i obojživelníci, nalezena byla juvenilní stádia Ptyonius bendai (1895) a Melanerpeton sp (1990). Krokodýlovitého obojživelníka reprezentuje Archegosaurus dyscriton (1838), který byl v Košťálově také nalezen.

## Ochrana a management
Přírodní památku Kovářův mlýn udržuje Liberecký kraj, ochranná zóna je 50 metrů, lokalita není oplocená a je volně přístupná. Ohrožení Kovářova mlýna spočívá v náletových dřevinách, sběru geologického materiálu a v neposlední řadě i odpadcích, které se sem dostávají z míst řadových garáží. Dlouhodobým cílem je udržení horninových výchozů lomu. Péče stanovená Libereckým krajem zahrnuje především odstraňování náletových dřevin, sběr odpadků a kosení ruderálních společenstev. Tato přírodní památka není mezi veřejností příliš známá, a proto je turisticky málo navštěvovaná.